# VM i bandy 1971
Verdensmesterskabet i bandy 1971 var det 7. VM i bandy gennem tiden, og mesterskabet blev arrangeret af International Bandy Federation. Turneringen havde deltagelse af fire hold og blev afviklet i byerne Skövde, Vänersborg, Lidköping, Göteborg, Motala, Örebro, Eskilstuna, Uppsala, Katrineholm, Västerås, Oxelösund og Stockholm i Sverige i perioden 3. – 14. marts 1971.
Mesterskabet blev vundet af de forsvarende verdensmestre Sovjetunionen, som gik ubesejret gennem turneringen, foran værtslandet Sverige med Finland på tredjepladsen. Det var Sovjetunionens 7. VM-titel i træk, og den sovjetiske sejr var en del af en stime på 11 VM-guld i træk. Værtslandet Sverige vandt sølv- og Finland bronzemedaljer for andet VM i træk.
Kampen om guldmedaljerne blev afgjort i mesterskabets sidste kamp mellem Sverige og Sovjetunionen på Söderstadion i Stockholm, hvor svenskerne med en sejr kunne sikre sig VM for første gang. Efter første halvleg førte hjemmeholdet med 1-0, men i anden halvleg fik det sovjetiske hold vendt kampen og vandt til slut med 2-1. Dermed sluttede VM som det plejede – med guld til Sovjetunionen. 

## Resultater
De fire hold spillede en dobbeltturnering, så alle holdene mødte hinanden to gange. Sejre gav 2 point, uafgjorte 1 point, mens nederlag gav 0 point.
| Dato  | Kamp                    | Res. | Spillested  |
| ----- | ----------------------- | ---- | ----------- |
| 3.3.  | Sverige – Norge         | 4–2  | Vänersborg  |
| 3.3.  | Finland – Sovjetunionen | 3–5  | Skövde      |
| 5.3.  | Sverige – Finland       | 3–2  | Göteborg    |
| 5.3.  | Norge – Sovjetunionen   | 1–8  | Lidköping   |
| 7.3.  | Norge – Finland         | 1–6  | Motala      |
| 7.3.  | Sverige – Sovjetunionen | 2–2  | Örebro      |
| 10.3. | Sverige – Norge         | 3–0  | Uppsala     |
| 10.3. | Finland – Sovjetunionen | 2–4  | Eskilstuna  |
| 12.3. | Sverige – Finland       | 4–1  | Katrineholm |
| 12.3. | Norge – Sovjetunionen   | 1–3  | Västerås    |
| [ 2 ] | Norge – Finland         | 1–7  | Oxelösund   |
| 14.3. | Sverige – Sovjetunionen | 1–2  | Stockholm   |

| Plac. | Hold          | Kampe | + Mål − | Point |
| ----- | ------------- | ----- | ------- | ----- |
| 1.    | Sovjetunionen | 6     | 24-10   | 11    |
| 2.    | Sverige       | 6     | 17-90   | 9     |
| 3.    | Finland       | 6     | 21-18   | 4     |
| 4.    | Norge         | 6     | 06-31   | 0     |